# Washington Park Arboretum

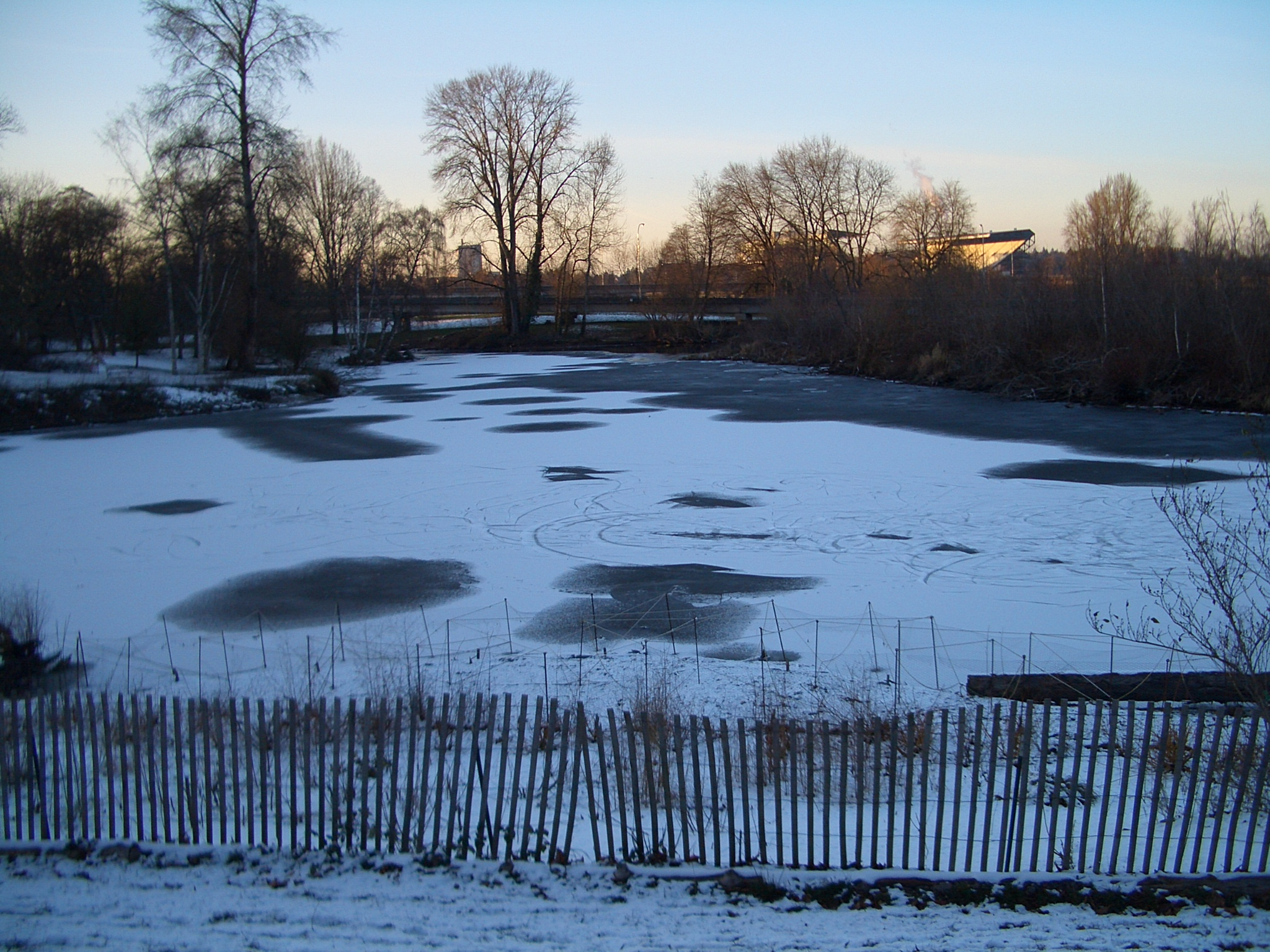
Laguna helada en la «Union Bay Natural Area», dentro del Arboreto de Washington Park.

El Arboreto de Washington Park (en inglés: Washington Park Arboretum) es un arboreto de 0.8 kilómetros cuadrados (200 acres) de extensión, que alberga a más de 1,000 especies de plantas raras y nativas del estado de Washington, en Estados Unidos. Su administración es el resultado del proyecto de colaboración entre la Universidad de Washington, el « Seattle Department of Parks and Recreation », y la asociación sin ánimo de lucro « Arboretum Foundation ». El Arboreto de Washington Park es miembro del North American Plant Collections Consortium (por su colección de ámbito nacional del género Ilex, con 47 taxones) y del BGCI. Su código de identificación como institución botánica internacional es WTU.

## Localización
Se encuentra localizado en :
University of Washington Botanic Gardens, University of Washington, Box 358010, Seattle, Washington 98195-8010 EE. UU.
- Teléfono: 206 897 1977

## Historia
El parque de Washington fue desarrollado en la tierra que había sido registrada por la « Puget Mill Company » para un periodo de sesenta años. En 1920, la propiedad estuvo partida en dos. Los 200 acres del este (0.8 kilómetros cuadrados) fueron desarrollados como Broadmoor Golf Club por un grupo de hombres de negocios entre los que se encontraba E.G. Ames, director general del Puget Mill. Los 200 acres occidentales fueron donados a la ciudad, que desarrolló un parque y un arboreto en el lugar.
El impacto potencial de los planes recientes a reacondicionar y ampliar la State Route 520 y substituir al Evergreen Point Floating Bridge, lo que ha despertado inquietudes entre los usuarios del parque y el personal del arboreto. Como los miembros de la comunidad del arboreto notificaban en su carta colectiva al Washington State Department of Transportation, "Las plantas nativas, los humedales, y la fauna silvestre… serían afectados no solo por la tierra que se tomaría sino por las sombras que se crearían por los nuevos caminos". Entre las alternativas propuestas se encuentra el "Arboretum Bypass Plan,"construyendo la nueva autopista elevada sobre la Union Bay en un punto más al norte que el trazado actual.

## Colecciones
Entre las colecciones especiales que alberga se encuentran :

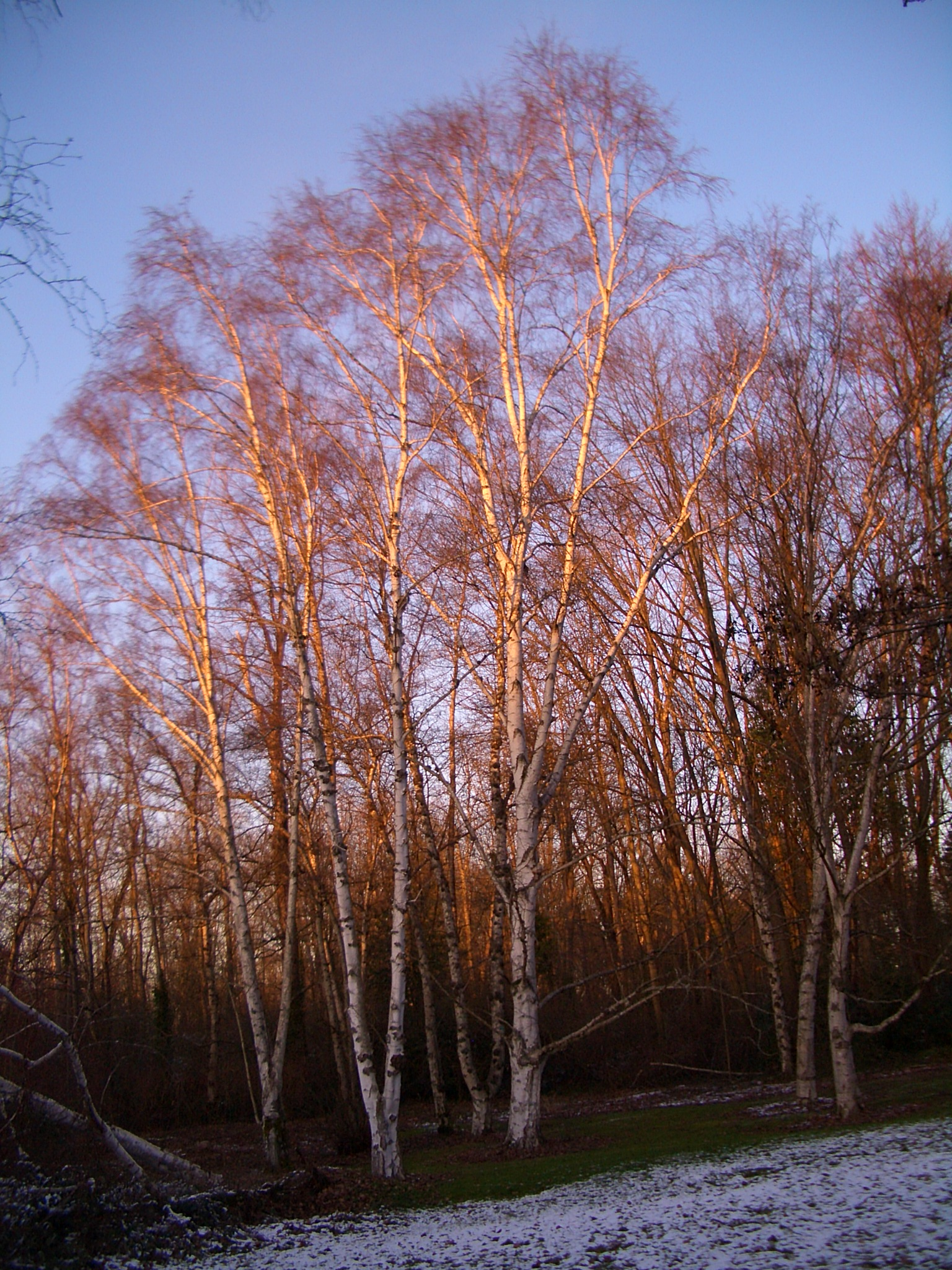
Abedules en la « Union Bay Natural Area » dentro del Arboreto de Washington Park.

Las familias botánicas más representativas,
- Aceraceae,
- Caprifoliaceae,
- Ericaceae,
- Fagaceae,
- Hamamelidaceae,
- Leguminosae,
- Pinaceae,
- Rosaceae,

Entre los géneros mayor número de especies, 
- Acer (68 spp., 270 taxones),
- Camellia (12 spp., 232 taxones),
- Alberga la colección nacional de Ilex (34 spp., 163 taxones), por lo que se encuentra agrupado en el North American Plant Collections ConsortiumAix sponsa en la « Union Bay Natural Area » dentro del Arboreto de Washington Park.
- Magnolia (32 spp., 107 taxones),
- Pinus (58 spp., 93 taxones),
- Prunus (55 spp., 113 taxones),

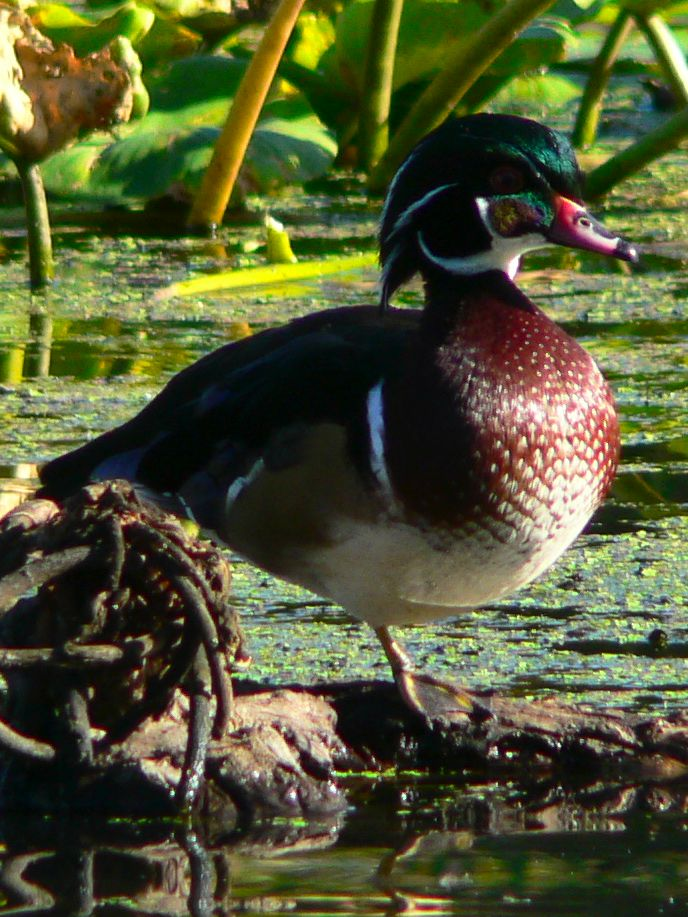
Aix sponsa en la « Union Bay Natural Area » dentro del Arboreto de Washington Park.

Pero además de las plantas en este arboreto hay una gran riqueza de Fauna sobre todo de aves, que se alimentan y reproducen en sus humedales, siendo de destacar, Aix sponsa, Anas strepera, Butorides virescens.

## Actividades
El así denominado como Jardín Botánico de la Universidad de Washington agrupa bajo esta denominación a más de 320 acres de jardines y arbolados, siendo uno de los centros hortícolas mayores de la costa oeste. El jardín botánico incluye el Washington Park Arboretum (uno de los arboretos más viejos de este lado del Misisipi), el centro para la horticultura urbana, la biblioteca de Elisabeth C. Miller, el herbario de Otis Hyde y la « Union Bay Natural Area » (área natural de la bahía de la unión), que conservan sus nombres individuales. 
La Universidad de Washington (UW) posee y administra las colecciones de plantas del arboreto del parque de Washington y trabaja cooperativamente con la ciudad y la fundación no lucrativa del arboreto. 
La misión del « University of Washington Botanic Gardens » es el " mantenimiento manejado de los ecosistemas naturales y del espíritu humano a través de la investigación, la exhibición y educación." Entre sus programas de conservación y de investigación incluyen actualmente el programa del cuidado y de la conservación de las plantas raras (siendo un miembro del centro nacional para la conservación de la planta) y la restauración de la ecología, donde los científicos están aprendiendo cómo rehabilitar ecosistemas degradados. El jardín botánico tiene un programa de reintroducción en su medio natural de plantas amenazadas o en peligro de extinción.